# Gilberto Faggioli
Gilberto Faggioli (Cles, 1945) è un bassista e turnista italiano.

## Biografia
È stato bassista dei Jaguars, primo nucleo dei Pooh, e successivamente membro effettivo di questi ultimi fino all'estate 1966.
Dopo il 45 giri d'esordio dei Pooh Vieni fuori/L'uomo di ieri e il singolo seguente Bikini beat/Quello che non sai, è stato sostituito da Riccardo Fogli ed è entrato nei Meteors, complesso con cui ha pubblicato un 45 giri.
Ha continuato poi l'attività come session man suonando in vari dischi dell'etichetta Vedette.
Nel 1973, insieme a Nico Di Palo, Ric Parnell e Maurizio Salvi dei New Trolls e ai musicisti Kamsin Urzino, Jimmy Villotti, Roger Mazzoncini e Daniel Palella alla batteria, ha formato i Tritons, che hanno pubblicato l'album Satisfaction nel 1973 e i singoli Satisfaction/Drifter (1973), With a girl like you/Rock around the clock (1974) e Ba Ba Ba/New York City (1974).
Ha continuato poi l'attività di session man suonando, tra gli altri, con Lucio Fabbri.

## Discografia con i Pooh

### 45 giri Pooh
- 10 febbraio 1966 - Vieni fuori/L'uomo di ieri (Vedette, VVN 33106)
- 29 aprile 1966 - Bikini beat/Quello che non sai (Vedette, VVN 33114)

### CD
- 1998 - Contrasto (On Sale Music; 52-OSM-028; la versione in CD di quest'album contiene come bonus tracks i 4 brani dei Pooh registrati da Faggioli)

## Discografia con i Meteors

### 45 giri
- 1966 - Vi sembra giusto/Incontro al sol (Polydor, NH 421204)

## Discografia con i Tritons

### 33 giri
- 1973 - Satisfaction (Polydor, 2448 020)

### 45 giri
- 1973 - Satisfaction/Drifter (Fonit Cetra, IS 20124)
- 1974 - With a girl like you/Rock around the clock (Polydor, 2060 065)
- 1974 - Ba Ba Ba/New York City (Polydor, 2060 084)

### CD
- 1994 - Satisfaction (Polydor, 847072-2; ristampa del 33 giri del 1973)
- 2010 - Satisfaction (Universal Music Group, 0602527316482; ristampa del 33 giri del 1973)